# José Maria Pinto
José Maria Pinto (Goiás, ca. 1769 — Desterro, 18 de fevereiro de 1857) foi um militar e político brasileiro.
Filho de José Pinto de França e de Felisberta Joaquina de Oliveira.
Foi deputado à Assembleia Legislativa Provincial de Santa Catarina na 8ª legislatura (1850 — 1851).